# Petre Popeangă
Petre Popeangă (* 19. Mai 1944 in Lelești, Rumänien) ist ein rumänischer Politiker und ehemaliges Mitglied des Europäischen Parlaments für die Partidul România Mare. Im Zuge der Aufnahme Rumäniens in die Europäische Union gehörte er vom 1. Januar bis zum 9. Dezember 2007 dem Europäischen Parlament an und war dort Mitglied in der Fraktion Identität, Tradition, Souveränität. Innerhalb seiner Fraktion übte er die Funktion des Schatzmeisters aus.

## Posten als MdEP
- Mitglied im Haushaltsausschuss
- Mitglied in der Delegation für die Beziehungen zu Kanada
- Stellvertreter im Haushaltskontrollausschuss
- Stellvertreter in der Delegation für die Beziehungen zu den Maghreb-Ländern und der Union des Arabischen Maghreb (einschließlich Libyen)